# Brasil, decime qué se siente
Brasil, decime qué se siente es una canción creada por hinchas argentinos durante el mundial Brasil 2014.  La melodía de la canción está basada en el tema Bad Moon Rising, de Creedence Clearwater Revival. Esta letra fue coreada antes, durante y después de los partidos en los que se enfrentaba la selección argentina, aunque antes existieron barras con la misma melodía, creadas por diferentes clubes de fútbol, como Boca Juniors, River Plate y San Lorenzo de Almagro.

## Historia
La letra rememora la victoria argentina y el gol de Claudio Caniggia en el partido de octavos de final entre Argentina y Brasil en Italia 1990, y regresan al eterno debate de que si Diego Armando Maradona o Edson Arantes do Nascimento "Pelé" es el mejor futbolista de la historia, previamente mencionado en la histórica barra argentina Brasilero, brasilero, qué amargado se te ve, Maradona es más grande, es más grande que Pelé. Los hinchas argentinos también depositan toda su fe en que Lionel Messi le dará el triunfo a Argentina por ser frecuentemente referido por varios medios como "el mejor jugador del mundo".

Brasil, decime que se siente

Tener en casa a tu papá

Te juro que aunque pasen los años

Nunca nos vamos a olvidar

Que el Diego te gambeteó

Que Cani te vacunó

Que estás llorando desde Italia hasta hoy

A Messi lo vas a ver

La copa nos va a traer

Maradona es más grande que Pelé

## Segunda versión
Después de la semifinal entre Brasil y Alemania, frecuentemente conocido como el Mineirazo, la letra se modificó a manera de burla por la histórica eliminación de la Canarinha, la notable ausencia de Neymar a raíz de una lesión infligida por Camilo Zúñiga en el último juego contra Colombia, la cantidad de goles que le convirtió la selección teutona en el partido, además del hecho de recibir la peor goleada en su historia aún con cinco mundiales ganados. La segunda versión trata con humor que al final Brasil tiene que alentar al equipo con el que perdió después de apoyar a los equipos adversarios de Argentina a lo largo del torneo (Bosnia y Herzegovina, Nigeria, Irán, Suiza, Bélgica, Países Bajos). 

Brasil, decime que se siete

Quedar afuera del mundial

Te juro que aunque pasen los años

Nunca nos vamos a olvidar

Que Neymar te abandonó

Que Alemania te goleó

Qué vergüenza que me das pentacampeón

Te pusiste la de Irán,

la de Suiza y «Belgicá»

Comprate la de Alemania en la final

## Respuesta de Brasil
La hinchada brasileña, por su parte, creó una canción con la misma melodía después de la derrota de Argentina ante Alemania en la final en el estadio Maracaná. En su letra, Brasil celebra sus cinco mundiales ganados (tres con Pelé), comparados con dos de la albiceleste de aquel entonces. La letra generó impacto debido a la crítica contra el gol con la mano de Maradona a la selección de Inglaterra en México 86 y su suspensión por dar positivo en un control antidopaje en Estados Unidos 1994.

Argentina, me diz como se sente

Ver de longe cinco estrelas a brilhar

Te juro, ainda que os anos passem

Você nunca vai me alcançar

Cinco copas só eu tenho

E sem trapacear

"Mi papá" não se dopou para jogar

Uma coisa mais te digo

Para nunca se esquecer

O Pelé tem mais copas que você!
(Argentina, decime cómo se siente

Ver de lejos cinco estrellas brillar

Te juro, aunque pasen los años

Nunca me vas a alcanzar

Solo yo tengo cinco copas

Y sin hacer trampas

"Mi papá [Pelé]" no se drogó para jugar (en alusión a Maradona)

Una cosa más te digo

Para que nunca lo olvides

¡Pelé tiene más copas que vos!)